# Дома 1168 км
Дома 1168 км — населённый пункт без официального статуса в Глазовском районе Удмуртии. Входит в состав Качкашурского сельского поселения.

## Население
| 2010 | 2012 | 2015 |
| ---- | ---- | ---- |
| 6    | ↗7   | ↘5   |

Численность постоянного населения составляет 8 человек (2007).